# Franz Riscop

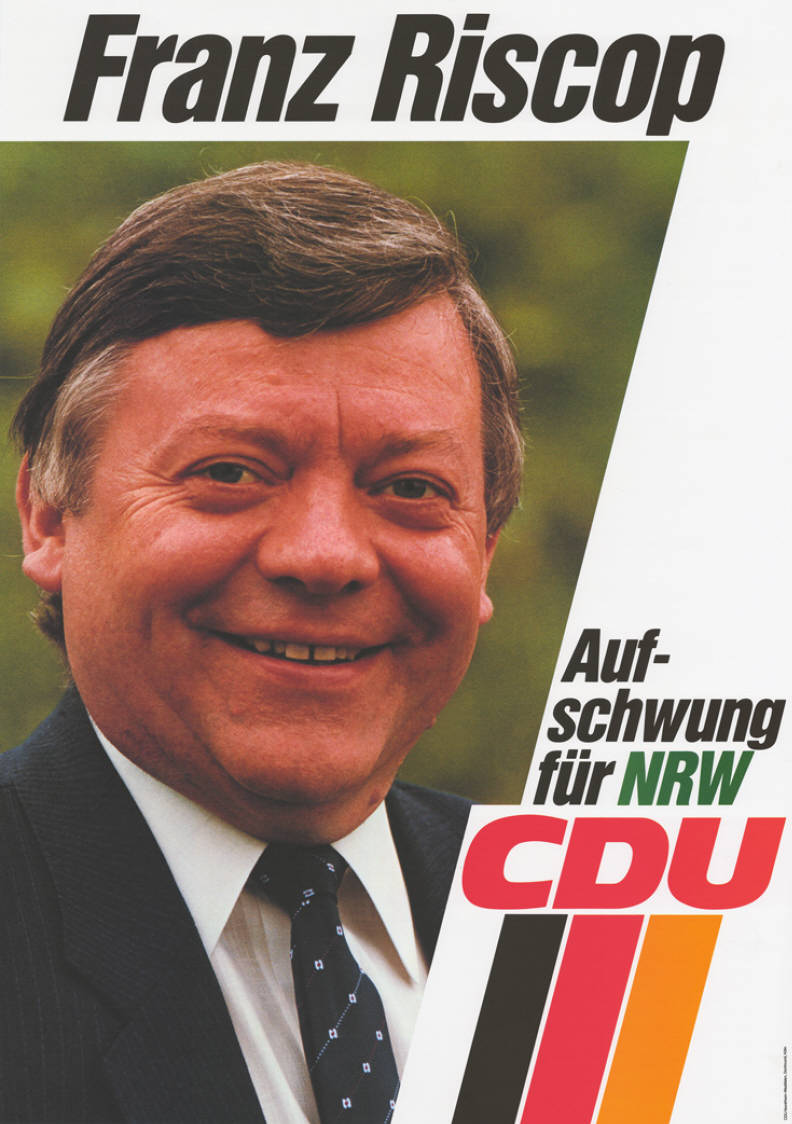
Kandidatenplakat zur Landtagswahl in Nordrhein-Westfalen 1985

Franz Riscop (* 5. Dezember 1933 in Königswinter; † 5. August 2016 ebenda) war ein deutscher Politiker (CDU) und von 1980 bis 2000 Mitglied des Landtags von Nordrhein-Westfalen.

## Leben und Beruf
Nach dem Besuch der Volksschule absolvierte Riscop eine Lehre als Schriftsetzer und legte in diesem Beruf 1962 die Meisterprüfung ab. Er war im elterlichen Betrieb tätig und wurde später Anteilseigner des Unternehmens. Im Januar 2000 wurde er Geschäftsführer der Wirtschaftsförderungs- und Wohnungsbau-Gesellschaft der Stadt Königswinter.
Der CDU gehörte Riscop seit 1957 an. Er war in zahlreichen Parteigremien tätig.

## Abgeordneter
Vom 29. Mai 1980 bis zum 1. Juni 2000 war Riscop Mitglied des Landtags von Nordrhein-Westfalen. Er wurde vier Mal in Folge in seinem Wahlkreis direkt gewählt: 1980, 1985 und 1995 im Wahlkreis 28 (Rhein-Sieg-Kreis II), 1990 im Wahlkreis 28 (Rhein-Sieg-Kreis II – Bonn I).
Von 1961 bis 1969 war er Ratsmitglied der Gemeinde Niederdollendorf und von 1964 bis 1969 dort Bürgermeister. Dem Rat der Stadt Königswinter gehörte er von 1969 bis 1999 an, 1971 bis 1999 als Vorsitzender der CDU-Fraktion.